# Silibinina
La silibinina también conocida como silibina (ambos términos derivados de Silybum, el nombre de género de la planta de la cual se extrae), es el principal constituyente activo de la silimarina, un extracto estandarizado de las semillas de cardo mariano, que contiene una mezcla de flavonolignanos , que incluye silibinina, isosilibinina, silicristina, silidianina, y otras. Silibinina es una mezcla de dos diastereoisómeros, silibina A y silibina B, en una relación aproximadamente equimolar. La mezcla presenta un número de efectos farmacológicos, particularmente en el hígado, y hay alguna evidencia química para el uso de la silibinina como un elemento de apoyo en cirrosis alcohólica y cirrosis de grado 'A' en la escala Child-Pugh.

## Farmacología
La escasa solubilidad en agua y pobre biodisponibilidad de la silimarina condujeron al desarrollo de formulaciones mejoradas. El Silipide (nombre comercial Siliphos), un complejo de silibinina y fosfatidilcolina (lecitina), es aproximadamente 10 veces más biodisponible que la silimarina. Un estudio anterior había concluido que Siliphos tenía 4,6 veces mayor biodisponibilidad. Se ha informado también que el complejo de inclusión de silimarina con β ciclodextrina es mucho más soluble que la propia silimarina. También se han preparado glucósidos de silibina, que muestran una mejor solubilidad en agua y un efecto hepatoprotector aún más fuerte.
Se ha demostrado que la silimarina, al igual que otros flavonoides, inhibe el eflujo celular mediado por la P-glicoproteína. La modulación de la actividad de la glicoproteína P puede resultar en absorción alterada y biodisponibilidad de Fármacos que son sustratos de P-glicoproteína. Se ha informado de que la silimarina inhibe las enzimas citocromo P450 y una interacción con fármacos eliminados principalmente por P450s no puede ser excluido.

### Actividad antitumoral
Se estudia la posible actividad antitumoral de la silibinina del cardo mariano en pacientes que no responden a la quimioterapia tradicional (entre otras con paclitaxel) en cáncer de pulmón y metástasis. Uno de los problemas es la escasa biodisponibilidad del principio activo para su absorción.

## Toxicidad
Un ensayo clínico de fase I en humanos con cáncer de próstata diseñado para estudiar los efectos de dosis altas de silibinina encontró que 13 gramos diarios fueron bien tolerados en pacientes con cáncer de próstata avanzado con toxicidad hepática asintomática (hiperbilirrubinemia) y elevación de alanina aminotransferasa) siendo el acontecimiento adverso más comúnmente visto.